# Phenacoccus kaplini
Phenacoccus kaplini är en insektsart som beskrevs av Danzig 1983. Phenacoccus kaplini ingår i släktet Phenacoccus och familjen ullsköldlöss.
Artens utbredningsområde är Turkmenistan. Inga underarter finns listade i Catalogue of Life.